# Baikiaea zenkeri
Baikiaea zenkeri är en ärtväxtart som beskrevs av Hermann August Theodor Harms. Baikiaea zenkeri ingår i släktet Baikiaea och familjen ärtväxter. Inga underarter finns listade i Catalogue of Life.